# CFDA-FM
CFDA-FM, s'identifiant en ondes sous Plaisir 101,9 Victoriaville, est une station de radio québécoise propriété du groupe Arsenal Media, diffusant à la fréquence 101,9 MHz sur la bande FM avec une puissance de 955 watts.
La station propose une programmation musicale variée qui s'adresse à une clientèle adulte. La programmation de la station fait une grande place aux acteurs ainsi qu'aux organismes locaux de la grande région des Bois-Francs afin d'être à l'écoute de son milieu. L'actualité régionale y occupe également une place de choix.
La station est située au 55 rue St-Jean-Batiste à la même adresse que le studio de sa station sœur CFJO-FM.
Ses lettres d'appel proviendraient de ses débuts où elle desservait les comtés d'Arthabaska et de Drummond. Ainsi, on peut décomposer son nom ainsi: Canada Français Drummond Arthabaska.
De nombreuses personnalités connues ont fait leurs premières armes à la radio au micro de CFDA, ce fut le cas notamment du journaliste Pierre Bruneau, en 1972.

## Histoire de la station
Entrée en ondes le 19 octobre 1951, la station a émis jusqu'en 1999 sur la fréquence 1 380 kHz. Elle était alors la propriété de Radio Victoriaville Ltée.
En 1970, la station a été vendue à un groupe d'investisseurs incluant Radio Mégantic Ltée, Nadeau & Frères Ltée ainsi que neuf autres partenaires. 
En 1972, elle se joint à un nouveau réseau appelé Réseau des Appalaches alors propriété de François Labbé.
Le 11 mars 1998, la station est ravagée par un important incendie qui réduit le bâtiment en cendres. La nouvelle station fut reconstruite sur le même emplacement.
En septembre 1998, la station reçoit l'approbation du CRTC pour passer sur la bande FM.
Une transaction conclue en 2014 et approuvée par le CRTC en mai 2015 fait passer sa propriété à Attraction Radio.
Le 22 mars 2018, il est annoncé que le président de Attraction Radio (Sylvain Chamberland) se porte acquéreur des stations de l'entreprise. Cela marque la fin de l'aventure dans le milieu radiophonique pour Attraction Media. Une nouvelle entité est ensuite crée nommée Arsenal Media.